# Кинески курзив
Кинески курзив или брзопис (упрош: 草书; трад: 草書; пин: cǎoshū), понекад преведено травнато писмо, стил је кинеске калиграфије. Назив цаошу (cǎoshū) је заправо скраћеница за 草率书 (cǎoshuài shū), што значи „неуредно писмо“. Брзопис се може брже писати од других стилова, али је теже читати. То је често случај да особима које су способне за читање штампаних кинески слова и нађу себе потпуно неписмени када су стављени према овим стилом писања.

## Историја
Брзопис је настао у Кини за време периода династије Хан до династије Ђин, у две фазе. Прво, ранији облик рукописног се развио као курзивни начин писања популарног али још незрелог чиновничког писма. Бржи начини писања слова се развио кроз четири механизма: изузимањем део карактера, спајањем потеза заједно, заменом делова са скраћеним облицима (као што би једна црта заменила четири тачкице), и мењањем стил потеза. Ова еволуција се најбоље може видети на постојећим бамбусним и дрвеним цепкима из периода, на којем су се користили помешани рани курзивни и незрели чиновнички ликови. Овај рани облик брзописа, на основи чиновничког писма, сада је зван џангцао (章草, zhāngcǎo), за разлику од савременог брзописа (今草, jīncǎo). Савремен брзописни облик еволвирао је из овог старијег брзописа у Веи Краљевству до династије Јин са утицајем од рукописних и стандардних стилова.

## Облици
Осим zhāngcǎo и „савременог брзописа“, ту је „дивљи брзопис“ (кин: 狂草; пин: kuángcǎo, јапански: kyōsō) која је чак и више рукописни и нечитак. Био је развијен од стране Џанг Сјиа и Хуај Суа из Танг династије, и било се звало Диан Џанг Зуи Су (луди Џанг и пијан Су, 颠张醉素).
Брзописи могу се поделити у неповезаном стилу (јапански и упрош: 独草; трад: 獨草; пин: dúcǎo, ромађи: dokusō) где је свако слово одвојено, и повезани стил (упрош: 连绵; трад: 連綿; пин: liánmián, јапански: 連綿体, ромађи: renmentai) где је свако слово повезано једно за друго.

## Изведена слова
Многа слова упрошћеног кинеског писма су моделисане на штампани облик рукописних облика одговарајућих слова (упрош: 草书楷化; трад: 草書楷化; пин: cǎoshūkǎihuà).
Брзописни облици кинеских слова су порекло јапанског писма хирагана, која се развила из облика рукописног писма man'yōgana. У Јапану, брзопис се сматрао погодним за жене, те се звао женско писмо (女手 onnade), 
а чиновнички стил се сматрао погодним за мушкарце, те се звао мушко писмо (男手 otokode).